# Metereca kivuna
Metereca kivuna is een hooiwagen uit de familie Assamiidae.